# Élections législatives de 2020 aux Îles Mariannes du Nord
Les élections législatives de 2020 aux Îles Mariannes du Nord ont lieu le 3 novembre 2020 afin d'élire les 20 membres de la Chambre des représentants des Îles Mariannes du Nord, un territoire non incorporé et organisé des États-Unis.

## Système électoral
Les Îles Mariannes du Nord sont dotées d'un parlement bicaméral, la Législature, dont la Chambre des représentants est la chambre basse. Celle ci est dotée de 20 sièges pourvus pour deux ans au scrutin majoritaire dans 7 circonscriptions de 1 à 6 sièges. Deux d'entre elles comportent un siège à pourvoir, trois en ont deux, et deux autres en ont six.
Le scrutin uninominal majoritaire à un tour est utilisé dans les circonscriptions d'un seul siège, et le scrutin majoritaire plurinominal dans celles de plusieurs sièges. Dans ces dernières, les électeurs disposent d'autant de voix que de sièges à pourvoir, qu'ils répartissent aux candidats de leur choix à raison d'une voix par candidat. Après décompte des suffrages, les candidats ayant reçu le plus de voix sont élus à raison du nombre de sièges à pourvoir dans chaque circonscription

## Résultats
Une partie des électeurs disposant de plusieurs voix, le total de ces dernières est largement supérieur au nombre de votants. La comparaison entre les différents partis quant aux suffrages est également rendue peu significative.
| Partis                   | Partis                | Voix | %   | +/- | Sièges | +/-           |
| ------------------------ | --------------------- | ---- | --- | --- | ------ | ------------- |
|                          | Parti républicain (R) |      |     |     | 9      | 4             |
|                          | Parti démocrate (D)   |      |     |     | 8      | 4             |
|                          | Parti libertarien (L) |      |     |     | 0      | en stagnation |
|                          | Autres partis         |      |     |     | 0      | en stagnation |
|                          | Indépendants          |      |     |     | 3      | en stagnation |
|                          |                       |      |     |     |        |               |
| Votes valides            |                       |      |     |     |        |               |
| Votes blancs et nuls     |                       |      |     |     |        |               |
| Total                    | Total                 |      | 100 | -   | 20     | en stagnation |
| Abstentions              |                       |      |     |     |        |               |
| Inscrits / participation |                       |      |     |     |        |               |